# Anne Clifford
Lady Anne Clifford, comtesse de Dorset, Pembroke et Montgomery, suo jure 14e baronne de Clifford (30 janvier 1590 - 22 mars 1676) est une pairesse anglaise. En 1605, elle hérite de son père et devient suo jure la 14e baronne de Clifford. Elle est une protectrice des arts et elle-même est, comme en témoigne son journal et sa correspondance, une écrivaine accomplie. Elle exerce la fonction héréditaire de haut shérif de Westmorland de 1653 à 1676. 

## Famille
Lady Anne est née le 30 janvier 1590 au château de Skipton  et est baptisée le 22 février suivant à l'église Holy Trinity à Skipton dans la circonscription ouest du Yorkshire. Elle est le seul enfant survivant et l'unique héritière de George Clifford, 3e comte de Cumberland et de sa femme Margaret Russell, fille de Francis Russell, 2e comte de Bedford. Son précepteur est le poète Samuel Daniel,. 

## Héritage
À la mort de son père le 30 octobre 1605, elle lui succède à la baronnie de Clifford, créée en 1299, mais le comté de Cumberland passe à l'héritier mâle, à savoir son oncle Francis Clifford (1559-1641), à qui son père a légué tous ses biens tandis qu'il lègue à Anne la somme de 15 000 £. Elle s'engage alors dans une bataille juridique longue et complexe pour obtenir les domaines familiaux  qui ont été accordés par le roi Édouard II dans le cadre de la primogéniture absolue, au lieu des 15 000 £ qui lui étaient destinés. Ce n'est qu'à la mort sans descendance en 1643 de son cousin Henry Clifford, le seul fils du 4e comte, qu'Anne parvient à regagner les domaines familiaux, bien qu'elle n'en obtient la possession qu'en 1649.

## Jeunesse
Le mariage de ses parents est brisé par la mort des deux frères aînés d'Anne avant l'âge de 5 ans et ses parents vivent séparés pendant la majeure partie de son enfance. Son père maintient sa position importante à la cour d’Élisabeth Ire, tandis que sa mère ne reçoit aucune distinction. Comme ses parents sont séparés, sa mère occupe une position matriarcale dans sa maison, car la famille est sous sa garde. Anne est élevée dans une maisonnée presque entièrement féminine — évoquée par Emilia Lanier dans sa Description de Cookeham — et reçoit une excellente éducation grâce à son précepteur Samuel Daniel. Enfant, elle est une favorite de la reine Élisabeth Ire. Elle danse aussi des masques avec la reine Anne de Danemark, épouse du roi Jacques Ier, et joue la nymphe de l'air dans le masque de Samuel Daniel Tethys's Festival, et joue des rôles dans plusieurs des premiers masques de cour de Ben Jonson, notamment The Masque of Beauty (1608) et The Masque of Queens (1609). 

## Mariages et descendance
Lady Anne se marie deux fois. 
D'abord le 27 février 1609 au comte de Dorset Richard Sackville (1589-1624), figure éminente de la cour. Le grand-père de Sackville a arrangé le mariage, écrivant en avril 1607 pour demander au courtisan George More de Loseley d'influencer la comtesse de Cumberland pour l'union avec "cette jeune femme vertueuse". Le vieux comte de Dorset a dû contrer les rumeurs contre l'honneur de sa famille selon lesquelles il aurait sapé les négociations de mariage d'Anne avec l'héritier du comte d'Exeter. Par son premier mari, Anne a eu cinq enfants, trois fils qui sont tous morts avant l'âge adulte et deux filles et cohéritières : 
- Lady Margaret Sackville (1614-1676), épouse de John Tufton, 2e comte de Thanet (1609-1664), par qui elle a onze enfants. Le titre de baron de Clifford se transmet dans la famille Tufton.
- Lady Isabella Sackville (1622-1661), épouse de James Compton, 3e comte de Northampton (1622-1681). Ses enfants sont morts sans descendance, et sa part de l'héritage maternel revient aux comtes de Thanet.

En 1630, elle épouse en secondes noces Philip Herbert, 4e comte de Pembroke et 1er comte de Montgomery, (1584-1650), dont la première femme, Susan de Vere, est morte l'année précédente.
Les deux mariages auraient été difficiles. Des contemporains citent la personnalité inflexible de Lady Anne comme une cause. Une opinion plus objective pourrait imputer certains des problèmes de son premier mariage à l'extravagance de son mari et à ses infidélités. Leur désaccord sur ses revendications de succession s'est révélé une autre source de difficultés au sein de leur mariage. Lord Dorset croyait qu'elle devait régler l'affaire d'héritage plutôt que de la porter devant les tribunaux. En désaccord et défiant les vues de son mari, Lady Anne rompit avec la norme d'obéissance. Un conflit central avec son deuxième mari résidait dans sa décision d'autoriser sa fille cadette à choisir elle-même son mari.

## Mécénat

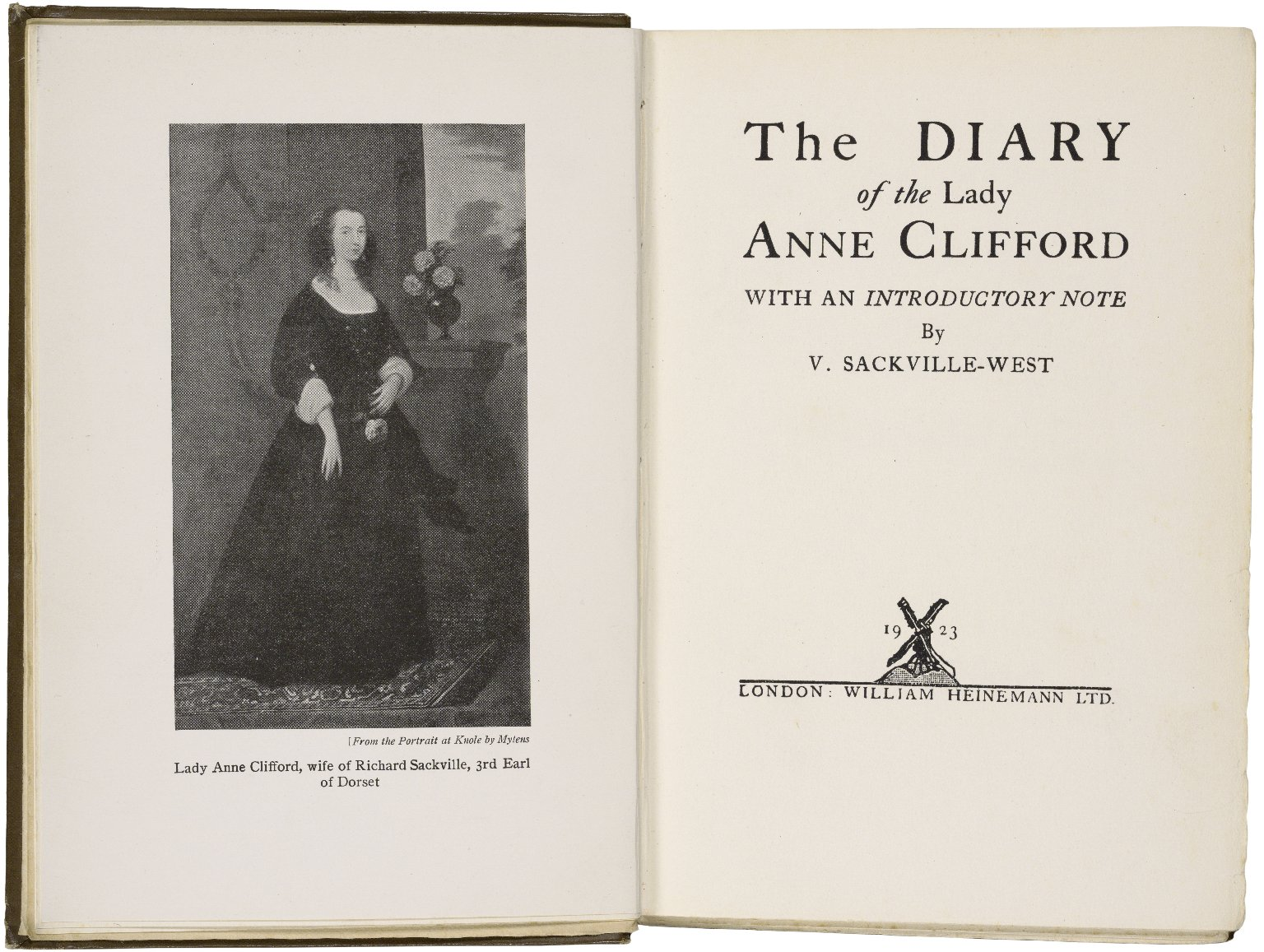
La page de titre d'une édition de 1923 des journaux intimes de Lady Clifford.

Elle est une importante mécène littéraire et, au vu de ses propres écrits, lettres et journaux qu'elle tient de 1603 à 1616, elle est elle-même une figure littéraire à part entière. John Donne dit d'elle qu'elle pouvait "parler de tout, de la prédestination à la soie de Slea". 

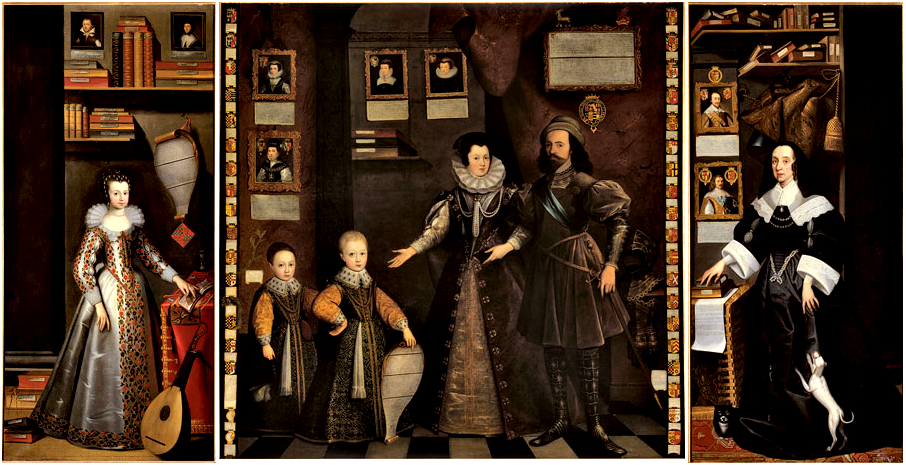
The Great Picture, un immense triptyque commandé en 1646 par Anne Clifford, attribué à Jan van Belcamp (1610-1653).

Jan van Belcamp peint un immense portrait en triptyque d'Anne Clifford selon ses propres idées et précisions. Intitulé The Great Picture, il montre Lady Anne à trois moments de sa vie : à 56 ans (à droite), à 15 ans (à gauche), et avant sa naissance dans le ventre de sa mère (au centre). En relation avec le tableau, Anne Clifford date sa propre conception au 1er mai 1589, un acte de précision inhabituel. Le tableau peut maintenant être vu à la Abbot Hall Art Gallery. 
Anne envoie un portrait miniature d'elle-même à sa mère la comtesse de Cumberland en juin 1615, en écrivant : "Je vous ai envoyé mon portrait réalisé en peu de choses, dont certains disent qu'il me ressemble beaucoup, et d'autres disent que cela me fait plutôt tort que ne me flatte, Je sais que vous accepterez l'ombre de celle dont la substance vient de vous. J'espère que vous me rétribuerez avec la même gentillesse et que vous me laisserez la vôtre lorsque vous monterez à Londres, ou quand tout ce qui dessinera viendra dans les régions où vous vous trouvez maintenant. " . 

## Réalisations architecturales
En 1656, elle érige en mémoire de sa défunte mère le Pilier de la Comtesse près de Brougham en Cumbria, site de sa dernière rencontre avec elle en 1616. Sur la pierre placée à côté, de l'argent étant donné aux pauvres le jour de l'anniversaire de leur dernière rencontre, commémorée chaque année le 2 avril. 
Elle restaure des églises à Appleby-in-Westmorland, Ninekirks, Brougham et Mallerstang. Elle est également responsable de l'amélioration et de l'expansion de nombreux châteaux de la famille Clifford dans le nord de l'Angleterre, notamment le château de Skipton dans le Yorkshire ainsi que le château de Pendragon, le château de Brough, le château d'Appleby et le château de Brougham, tous dans le Westmorland.

## Décès
Après avoir hérité des propriétés de son père dans le  Westmorland en survivant aux héritiers mâles, Lady Anne devient une riche propriétaire terrienne. Elle est fortement impliquée avec ses locataires au point d'intenter des poursuites contre eux et de réclamer activement les loyers et les dettes qui lui étaient dus. Après avoir déménagé dans le nord, elle fait alterner sa résidence parmi ses châteaux.  
Elle est décédée à l'âge de 86 ans au château de Brougham, dans la pièce où son père est né et où sa mère est morte. Sa tombe se trouve en l'église St Lawrence d'Appleby-in-Westmorland,.